# Internationale Bank für wirtschaftliche Zusammenarbeit
Die Internationale Bank für Wirtschaftliche Zusammenarbeit (russisch: Международный банк экономического сотрудничества, abgekürzt МБЭС) war eine Institution des Rats für gegenseitige Wirtschaftshilfe, deren Aufgabe es war die Zahlungen, die aufgrund des Handels zwischen Mitgliedsstaaten anfielen, abzuwickeln. Dies geschah in sogenannten Transferrubeln und Goldreserven.

## Geschichte
Die Bank nahm 1964 ihre Arbeit auf. Grundlage war das „Abkommen über die mehrseitigen Verrechnungen in transferablen Rubeln und die Gründung der Internationalen Bank für Wirtschaftliche Zusammenarbeit“ von 1963 zwischen der Sowjetunion, der ČSSR, der DDR, der Mongolischen, der Ungarischen und der Rumänischen Volksrepublik sowie den Volksrepubliken Bulgarien und Polen. 1974 trat die Republik Kuba bei, 1977 folgte die Sozialistische Republik Vietnam.
Nach der Auflösung des Rats für gegenseitige Wirtschaftshilfe im Jahr 1991 wurde die Bank in eine moderne internationale Bank umgewandelt. Ihre heutigen Mitgliedstaaten sind Vietnam, die Mongolei sowie Russland. Im Zahlungsverkehr wird der Euro benutzt. Das Stammkapital der Bank beträgt aktuell 400 Millionen Euro.